# 美国总统外号列表
美國总统往往会有一两个外号，该列表收录了历代美国总统于在任期间或卸任后不久得到的常用外号。

## 乔治·华盛顿
- 美国的辛辛纳图斯（The American Cincinnatus）[2][2]：与辛辛纳图斯一样，华盛顿也打赢过一场战争，也同样在之后没有追求权力与财富，选择了成为一名普通公民。华盛顿也是由独立战争军官们所建的辛辛那提协会（Society of Cincinnati）的首任总统主席，该协会的所有成员都“婉拒了权力与地位，回家务农”。[3]
- 美国的费边（The American Fabius）：华盛顿曾在美國獨立戰爭期间使用过费边战术。[4]
- 国父（The Father of His Country）A [5]

## 约翰·亚当斯
- 独立之巨人（The Colossus of Independence）：亚当斯曾领导了1776年的第二次大陆会议[6][7][8]。
- 老沉浮（Old Sink or Swim）：亚当斯曾在一次演说中立誓“无论沉浮、生死、存亡，从此日起，我都会一直支持我的国家”[9]
- 胖阁下（His Rotundity）：亚当斯体态肥硕[10]。

## 托马斯·杰斐逊
- 民主使徒（The Apostle of Democracy）[11]
- 人民之人（The Man of the People）[12]
- 蒙蒂塞洛智者（The Sage of Monticello）[13]

## 詹姆斯·麦迪逊
- 小杰米（Little Jemmy）或小陛下（His Little Majesty）：麦迪逊身高只有5英尺4英寸（163厘米），是历史上至今身高最矮的美国总统[14][15]。
- 宪法之父（Father of the Constitution）[16][17]

## 詹姆斯·门罗
- 感觉良好时代的总统（The Era of Good Feelings President）[18]：1812年战争过后的一段时期，美国政治分歧较少，少到了执政党民主共和党的唯一政敌联邦党都已退出竞争的程度。直到安德鲁·杰克逊的反对者們組建了美國辉格党后，美国政坛才再度出现了黨爭。[18]

- 最后的翘帽子（The Last Cocked Hat）[19]：门罗是最后一位依18世纪旧风俗而戴三角帽的美国总统。[20]

## 约翰·昆西·亚当斯
- 老雄辩家（Old Man Eloquent）或废奴者（The Abolitionist）：亚当斯总是如例行公事一般违反国会规章，提起蓄奴制度议题，后来他也参与了美国诉友谊号案（英语：United States v. The Amistad）。亚当斯是唯一一位在任期结束后又被选举为众议院议员的美国总统。亚当斯的外号的出现与流行源于他在任国会议员时期发动的反奴隶制运动以及在美国诉友谊号案中的律师角色[21]。

## 安德鲁·杰克逊
- 新奥尔良英雄（The Hero of New Orleans）[22]：杰克逊曾率军在新奥尔良之战中取胜。
- 老山核桃树（Old Hickory）：据说杰克逊麾下官兵们因他“跟老山核桃树一样强硬”而取此外号。[23]
- 暴民之王[24]
- 安德鲁王[25]，据说杰克逊曾滥用否决权。
- 公驴（Jackass）：杰克逊的反對者用公驴这种动物来贬低他，但杰克逊却欣然接受了这个外号，公驴就这样成了民主党的非官方象征[26]。

## 马丁·范布伦
- 美国的德塔列朗（The American Talleyrand）[27]
- 谨慎的荷兰人（（The Careful Dutchman））： [28]范布伦的母语是荷兰语。
- 万人迷（The Enchanter）[28]
- 伟大的经理（The Great Manager）[28]
- 大师精神（The Master Spirit）[28]
- 马丁·范·毁灭（Martin Van Ruin）[28]
- 马蒂·范（Matty Van）：源于《1840年蒂珀卡努歌曲集》（Tippecanoe Songs of 1840） [29]
- 槲寄生政客（The Mistletoe Politician）：范布伦的美國辉格党政敌田纳西的Joseph Peyton取的这个外号，后者指责范布伦说“马丁·范·布伦就是个政治寄生虫，寄生在一棵老山核桃树（指安德鲁·杰克逊）上，他的高度、生长，不，他的存在，都要依赖一棵老山核桃树（指安德鲁·杰克逊）。 [30]
- 老金德胡克（Old Kinderhook），缩写为OK：金德胡克是范布伦的故乡。[31]
- 金德胡克红狐（Red Fox of Kinderhook）：指的是范布伦的头发颜色以及故乡金德胡克。[32]
- 小魔术师（The Little Magician）：范布伦在纽约州从政期间得到的外号，既指他的政治事业顺利平稳，又指他身材矮小[33][34]。

## 威廉·亨利·哈里森
- 沉默将军（General Mum）：这里的“mum”的用法跟“keep it mum”（保持安静）里的“mum”（安静）的用法一样，哈里森在竞选期间总是对争议话题避而不谈[35]。
- 蒂珀卡努或老蒂珀卡努（Old Tippecanoe）[23]：哈里森曾率军在1811年蒂珀卡努战役中取胜；他在1840年总统选举中将歌曲《Tippecanoe and Tyler Too》定为竞选主题曲。
- 西边的华盛顿（Washington of the West）：哈里森指挥的部队在1811年蒂珀卡努战役和1813年的泰晤士战役（英语：Battle of the Thames）中都取得了胜利。[23]

## 约翰·泰勒
- 意外阁下（His Accidency）：该外号由泰勒的政敌所起；泰勒是第一位在前任总统（哈里森）死于任上后接替他的职务的美国总统[36]。

## 詹姆斯·K·波尔克
- 巡回演说拿破仑（Napoleon of the Stump）：波尔克在竞选田纳西州立法机构的职位期间體現了他出色的演讲能力[37]。
- 小山核桃树（Young Hickory）：波尔克是外号“老山核桃树”的总统安德鲁·杰克逊的门生[38]。

## 米勒德·菲尔莫尔
- 美国的路易-菲利普（The American Louis Philippe）[39]

## 富兰克林·皮尔斯
- 花岗岩山上的小山核桃树（Young Hickory of the Granite Hills）[40]：“小山核桃”指的是皮尔斯在美墨戰爭中的战功与安德鲁·杰克逊的战功不相上下。“花岗岩山”指的是皮尔斯的故乡新罕布什尔州。
- 英俊的弗兰克（Handsome Frank）[41]：民众普遍认为皮尔斯是美国历史上最“性感”的总统。

## 詹姆斯·布坎南
- 老公务员（Old Public Functionary）[42]：1859年12月，布坎南本人在国情咨文演说中使用了这个自称，随后被报纸采用[43]。
- 老巴克（Old Buck）：“巴克”（Buck）可以看成是“布坎南”（Buchanan）的缩寫，是布坎南人生后期的外号[44]。
- 单身汉总统（Bachelor President）：布坎南终生未婚。[43]
- 10分钱吉米（Ten-Cent Jimmy）：这个外号是个蔑称，布坎南曾表示一天10分钱是工人的合理薪酬[45]。

## 亚伯拉罕·林肯
- 远古人（The Ancient One）：白宫内部人员很喜欢这个外号，因为他們認為林肯拥有“古人般的智慧”[46]。
- 伟大的解放者（The Great Emancipator）[47]以及解放者（The Liberator）[48]：林肯解放了黑奴。
- 诚实的亚伯（Honest Abe）[49]
- 巨头（The Tycoon）[50]：林肯在南北戰爭期间既雄心勃勃又精力充沛。
- 亚伯大叔（Uncle Abe）[51]：林肯晚年举止和善，如同慈爱的叔叔。

## 安德鲁·约翰逊
- 田纳西裁缝（The Tennessee Tailor）：约翰逊在从政前是个裁缝[52]。

## 尤利西斯·格兰特
- 山姆大叔格兰特（Uncle Sam Grant）：西点军校的同学们起的外号[53]。
- 无条件投降格兰特（Unconditional Surrender Grant）：这是一个逆向首字母缩略词外号，1862年的多纳尔森要塞之战（英语：Battle of Fort Donelson）中，格兰特坚决要求对方无条件投降，此役也让格兰特成为了人们眼中的英雄。[54]

## 拉瑟福德·伯查德·海斯
- 拉瑟骗子（Rutherfraud）、骗子阁下（His Fraudulency）：很多民主党人都对1876年选举过程及结果有质疑，认为海斯不是合法总统[55]。

## 詹姆斯·加菲尔德
- 船工吉姆（Boatman Jim）：加菲尔德年轻时曾在俄亥俄的运河工作[56]。
- 传教士总统（Preacher President）[57]。

## 切斯特·A·亚瑟
- 切特（Chet）：当时的出版物用“切斯特”（Chester）的缩短形式切特（Chet）来称呼他。[58]
- 绅士老大（Gentleman Boss）：阿瑟在担当纽约州共和党领袖时打扮得干净利落、衣冠楚楚[58]。
- 阿瑟亲王（Prince Arthur）或时髦总统（The Dude President）：阿瑟喜爱高档服装，沉迷于奢华享受。[59]

## 格罗弗·克利夫兰
- 固执阁下（His Obstinacy）：克利夫兰否决的议案比之前21个总统否决的议案加起来还要多。[60]
- 好人格罗弗（Grover the Good）：克利夫兰的诚实与正直人尽皆知。[61][62]

## 本杰明·哈里森
- 屋前门廊活动家（The Front Porch Campaigner）：在1888年总统选举期间，哈里森一共在印第安纳波利斯的住所的房前门廊里向聚集在院子里的人群发表过近九十次演说；这个外号曾被广泛错用在威廉·麦金莱身上[63]。
- 人形冰山（The Human Iceberg）：哈里森虽能在公开演讲时对听众表露热情，但在和人单独对话时却表现得冷漠且令人感覺無法親近[64][65]。
- 小本（Little Ben）[66]：与他同时代的民主党人给他起的这个外号，因为他身材瘦小；也可能指的是本杰明·哈里森是50年前的总统威廉·亨利·哈里森的孙子。

## 威廉·麦金莱
- 关税保护拿破仑（The Napoleon of Protection）：麦金莱曾制定过相当高的税率，比如他在1890年就制定了一次高關稅[67]。

## 西奥多·罗斯福
- 圣胡安山的英雄（The Hero of San Juan Hill）：1898年，罗斯福在圣地亚哥-德古巴战役（英语：Battle of Santiago de Cuba）中率領美國第一志願騎兵團冲上了圣胡安山。[68]
- 狮子（The Lion）[69]
- 泰迪（Teddy）：至少早在1990年时，纽约时报就刊登过这个外号[70]，罗斯福本人十分厌烦“泰迪”这个名字。[71]
- TR[72]：罗斯福在通信落款时只写姓名首字母缩写；他也是第一位拥有姓名首字母缩写外号的美国总统[73]。
- 商业信托破坏者（The Trust Buster）：罗斯福執政時期率先通過競爭法來限制托拉斯。[74]
- 上校（The Colonel）：罗斯福在美西战争中的军衔为上校[75]

## 威廉·霍华德·塔夫脱
- 大首席（Big Chief）[76]
- Big Lub：塔夫脱童年时的外号。[77]

## 伍德罗·威尔逊
- 笔杆子（The Phrasemaker）：威尔逊也是位广受好评的历史学家，他的演说稿根本無需他人代筆[78]。
- 校长（The Schoolmaster）[78]：威尔逊戴眼镜，学识渊博，能给访客讲解知识。

## 沃伦·加梅利尔·哈定
- 摇摆不定的沃伦（Wobbly Warren）[79]

## 卡尔文·柯立芝
- 谨慎的卡尔（Cautious Cal）[80]

- 冷静的卡尔（Cool Cal）[81]：柯立芝的连任选举口号是“与柯立芝一起保持冷静”（Keep It Cool With Coolidge）。

- 沉默的卡尔（Silent Cal）[82][83]

## 赫伯特·胡佛
- 大工程师（The Great Engineer）、伟大的人道主义者（The Great Humanitarian）：胡佛的本行是土木工程，能力突出，1927年密西西比河洪灾发生后，被淹农田面积达上千英亩，胡佛參與抗洪。第二个外号有讽刺意味，大萧条期间，外界认为胡佛对美国人民的困苦置若罔闻，过于冷漠。但是，“伟大的人道主义者”这个外号能追溯至1921年，美国救济管理局在胡佛的领导下拯救了上百万俄罗斯饥荒灾民的生命。记者沃尔特·李普曼在1922年5月的《纽约世界报》上如此评价胡佛为俄罗斯灾民所做的一切：“也许全世界没有第二个人能做这么多了”。[84][85]

- 领队（The Chief）：胡佛23岁时曾在澳大利亚内陆地区调查地质，胡佛的这个外号后来被别人叫了一辈子。[86]

## 富兰克林·德拉诺·罗斯福
- FDR[87]
- 白宫里的人（That Man in the White House）[88]
- 斯芬克斯（Sphinx）[89]

## 哈里·杜鲁门
- “让他们倒霉”哈里（Give ‘Em Hell Harry）：杜鲁门的竞选口号[90][91]。

## 德怀特·艾森豪威尔
- 艾克（Ike）[92]：艾森豪威尔的总统竞选口号是“我喜欢艾克”（I like Ike）。

## 约翰·肯尼迪
- 杰克（Jack）[93]：肯尼迪一般有两个称呼，一是“John F. Kennedy”，二是“Jack Kennedy”。 ·  JFK：肯尼迪的全名的缩写，他最著名的一个外号。[93]

## 林登·B·约翰逊
- 大话约翰逊（Bullshit Johnson）[94]，公开场合下省略为“Bull Johnson”：约翰逊在德克薩斯州立大學读书时喜歡吹噓。
- 压倒性胜利约翰逊（Landslide Johnson）[95]：讽刺性外号，指的是1948年的13号票箱丑闻（英语：Box 13 scandal），当时约翰逊以87票的优势當選参议院議員，引发争议，1964年总统选举过后，约翰逊的支持者把这个名字变成了个褒义外号。
- 灯泡林登（Light-Bulb Lyndon）[96]：约翰逊厌恶浪费电的行为，总是会气冲冲地在白宫里到处走动，关掉不必要的电灯。
- LBJ[97][97]：约翰逊喜欢别人用自己的全名首字母缩写来称呼他，他的竞选口号也使用了这个外号：“与LBJ勇往直前”（All the way with LBJ）；后来，美国反越战政治口号也用了这个外号：“嗨，嗨，LBJ，今天你又害死了多少孩子？”（Hey，hey，LBJ，how many kids did you kill today？”[94]

## 理查德·尼克松
- 狡猾的迪克（Tricky Dick）：1950年加利福尼亚州联邦参议员选举前，一民主党广告如此写道：“请看‘狡猾迪克’尼克松的劣跡”（Look at ‘Tricky Dick’Nixon’s Republican Record）[98]

## 杰拉尔德·福特
- 杰瑞（Jerry）[99]
- 好好先生（Mr. Nice Guy）[100][101]：福特在處理事情時給人的印象是沒有太多的傾向性[102]。

## 吉米·卡特
- 吉米（Jimmy）：卡特是第一位在正式场合使用昵称的美国总统。
- 花生农民（The Peanut Farmer）[103]：卡特拥有一个花生农场，吉米·卡特在從政時刻意強調這一點，這一形象與傳統的政治精英階層截然不同[104]

## 罗纳德·里根
- 荷兰人（Dutch）：里根出生后不久，他父亲说他长得像个“小胖荷兰人”（fat little Dutchman）；在青年时代，里根又留过小听差发型（英语：Pageboy），這是一种荷兰男孩常留的发型，這使得人們更喜歡用這個外號稱呼他了[105][105][106][107]。
- 棒棒的對話人（The Great Communicator）：里根能言善辩[108][109]。
- The Gipper：里根曾在电影克努特·羅克尼（英语：Knute Rockne, All American）中扮演大学橄榄球运动员喬治·吉佩（英语：George Gipp）。喬治·吉佩总用“为了Gipper赢一场”（Win one for the Gipper）这句话来激励队友[110]。
- 特富龙总统（The Teflon President）[111]：议员帕特·施罗德所起的外号，因为里根没有任何负面新闻，他就像涂了聚四氟乙烯涂层的平底锅一样沾不上任何負面新聞；在美国民众看来，里根的形象一直光鲜亮丽[109]。

## 乔治·H·W·布什
- 布什老爹（Papa Bush）、布什41（Bush 41）、老布什（Bush Senior）、老爹（Senior）以及类似名字都是在他的儿子乔治·沃克·布什就任第43任总统后出现的，主要是为了区分這兩人[112][113]。
- Poppy：自幼时起便有的外号[114][115]。

## 比尔·克林顿
- Bubba：美國南部的常见男性昵称[116]
- 东山再起的小子（The Comeback Kid）[117]：该外号由媒体所起，在经历了民调低迷后，克林顿在1992年新罕布什尔初选中取得佳绩。
- 大人物（The Big Dog）：几家媒体用这个外号来指代在卸任总统后仍受欢迎的克林顿[118][119]。

## 乔治·W·布什
- 小布什（Bush Jr.）、儿子（Junior）、布什43（Bush 43）等类似外号都是用来区分他和他父亲这两位总统的[113]。
- Dubya、傻Dubyah（Dumb Dubyah）：德克萨斯口音中的“W”发音接近“Dubya”[120][121]。

## 贝拉克·奥巴马
- 戏不多的奥巴马（No Drama Obama）[122][123]：2007-08总统竞选期间，奥巴马的竞选战略既谨慎又周密，他自己的一贯举止也是耐心而又随和[124][125]。
- 总驱逐家（Deporter in Chief）[126]：在任期间，奥巴马一共驱逐了逾300万无证件移民，比之前的任何美国总统都要多[127]。
- 奧觀海：2009年11月，奥巴马首次訪問中國時，袁伟书写「观海听涛」四字送給奧巴馬。中國网友將「聽濤」理解成「聽胡錦涛的話」，於是将奥巴马称为“奥观海”[128]。
- 奥巴马纳（Obamna），源于其继任者唐纳德·特朗普（Donald Trump）对其名字的错误发音，后来成为网络流行语。

## 喬·拜登
- 拜振华，中国网民所取的中文外號。“振华”有振兴中华的寓意[129]。
- 中产阶级乔（Middle Class Joe）， [130]因为他曾經是資產最少的美国参议院議員。
- 瞌睡乔（Sleepy Joe）[131][132][133]，唐納·川普及其支持者對拜登的貶稱，2020年美國總統選舉期間，美國共和黨支持者嘲諷拜登“反應迟钝” [134][132]。

## 唐納·川普
- 唐纳德·德朗普夫：源自HBO新闻讽刺电视系列节目《约翰·奥利弗上周今夜秀》第三季第三集的其中一段，节目于2016年2月28日首播，此时特朗普是最有望获共和党总统大选提名的候选人。笑匠约翰·奥利弗在22分钟时间里探讨特朗普的从商经历和2016年竞选活动。奥利弗概述特朗普的竞选言论、多变的政治立场，以及失败的商业投资。他还批评特朗普的部分言论偏执或不实，声称特朗普祖上的姓氏应该叫“德朗普夫”。
- 床破、唐床破：中文網友根據特朗普的英文名字Donald Trump的谐音起的外號[135]。
- 川建國：川來源自唐納·川普的中文译名川普，而唐納·川普生于1946年，许多與川普同龄的中国男性名字中含有“建国”二字，意思为建设新中国。唐納·川普上任后引發的中美贸易战以及一系列美國對中華人民共和國的制裁触发中国国内的爱国主義，中國爱国者认为唐納·川普的一系列做法只会让中国更团结，更好建设中国[129]。
- 懂王：来源于根据特朗普演说时的口头禅“没有谁比我更懂（事物）”（英語：Nobody Knows More［...］better than me）[136]，引发了一系列网络迷因，因此得此外号。
- 窩瓦川：川普因為美烏礦產協議一事，和時任烏克蘭總統澤連斯基，兩人在白宮發生爭執齟齬，加上川普積極促進俄烏和談，要求烏克蘭在領土問題讓步，並且曾短暫停止軍事援助烏克蘭，當作對於烏克蘭當局的施壓。這種舉動類似二戰前，英國首相張伯倫對於希特勒併吞捷克所採取的綏靖主義。因此川普被台灣一些ptt網友戲稱為「窩瓦川」，為第三次世界大戰（英語：World War III）英語發音的諧音哽，其中的羅馬數字III，則被川普的川字替代。以此暗諷三戰即將到來。
- 關稅帝君：川普為保護美國製造業和減少貿易逆差，實施一系列的關稅政策，加劇了全球貿易緊張局勢，因此川普被台灣網友戲稱為「關稅帝君」。[137]
- 萬稅爺：川普在任期內一度將對中關稅增加至204%，中國網友因此戲稱他為「萬稅爺」。